# Sergio Bianchetto
Sergio Bianchetto (né le 16 février 1939 à Torre di Ponte Brenta, dans la province de Varèse, en Lombardie) est un ancien coureur cycliste sur piste italien. 

## Biographie
Sergio Bianchetto a notamment été deux fois champion olympique du tandem, en 1960 à Rome et en 1964 à Tokyo, et deux fois champion du monde amateur de vitesse, en 1961 et 1962.

## Palmarès

### Jeux olympiques
Rome 1960
 Champion olympique du tandem (avec Giuseppe Beghetto)
Tokyo 1964
 Champion olympique du tandem (avec Angelo Damiano)
 Médaillé d'argent de la vitesse

### Championnats du monde amateurs
- Zurich 1961
  -  Champion du monde de vitesse
- Milan 1962
  -  Champion du monde de vitesse
- Rocourt 1963
  -  Médaillé d'argent de la vitesse
- Paris 1964
  -  Médaillé de bronze de la vitesse

### Championnats nationaux
- Champion d'Italie du tandem amateurs en 1958, 1961, 1962, 1963
- Champion d'Italie du kilomètre amateurs en 1963
- Champion d'Italie de vitesse amateurs en 1963
- Champion d'Italie de vitesse en 1966

### Autres compétitions
- Grand Prix de Copenhague de vitesse amateurs en 1961 et 1962